# Hoplocampa testudinea
Hoplocampa testudinea , ook wel bekend als de appelzaagwesp, is een vliesvleugelig insect uit de familie van de bladwespen (Tenthredinidae). De wetenschappelijke naam van de soort is voor het eerst geldig gepubliceerd in 1816 door Klug. Deze soort bladwesp legt haar eieren in appel (Malus domestica) en wordt daarom gezien als een schadelijke soort. De soort komt oorspronkelijk alleen voor in Europa, maar is door toevallige introductie ook in Noord-Amerika terechtgekomen.

## Uiterlijke kenmerken
Adulte exemplaren van Hoplocampa testudinea zijn 7 tot 8 millimeter groot. De kop is deels oranje gekleurd aan de onderzijde maar is verder net als de thorax zwartig-bruin gekleurd, terwijl het abdomen bruin van kleur is. De poten zijn oranje gekleurd. Vrouwtjes zijn vaak iets groter dan de mannetjes van deze soort. De eieren van Hoplocampa testudinea zijn 0,8 millimeter in grootte en heb een ovale vorm. De eieren zijn transparant van kleur. Wanneer de larven uit het ei kruipen zijn ze ongeveer 1,7 millimeter lang. De larven hebben een zwarte kop met een crèmekleurig abdomen. De larven ondergaan vijf stadia waarin een uiteindelijke lengte van 9-11 millimeter wordt bereikt.

## Levenscyclus
Hoplocampa testudinea brengt de meeste tijd door als pop in de grond. Eind april en mei, afhankelijk van de temperatuur, komen de adulte wespen tevoorschijn uit deze poppen. Rond deze tijd vindt vaak ook meteen de voortplanting plaats. Hierna, vaak gelijk lopend met de bloeitijd van de appelbomen, worden de eieren gelegd. Een vrouwtje is in staat om 32 eieren te leggen. Onder een van de kelkbladen van de appelbloesem plaatst het vrouwtje haar zaagvormige legboor. Met haar legboor plaatst ze de eieren onder de epidermis van de bloembodem, tussen de meeldraden en stamper in. De eieren komen na 12-15 dagen uit als de temperatuur gunstig is. Het eerste larvestadium graaft zich een weg onder de epidermis van het vruchtbegin, waardoor op de appel het litteken ontstaat. In het tweede larvestadium graaft Hoplocampa testudinea zich naar het centrum van het vruchtbegin en blijft daar tot het derde stadium. Vaak laat de larve in het derde stadium het vruchtbegin achter en verplaatst zich naar een nieuwe appel, waar het zich een weg graaft naar het klokhuis. Af en toe wisselt de larve nog eenmaal van appel voordat het het einde van zijn larvestadium bereikt. In juni verplaatst de volgroeide larve zich naar de grond waar de cocon voor het popstadium wordt geproduceerd. Hierna gaat de larve in diapauze en blijft hier ten minste 2 tot 3 winters voordat het in dat voorjaar als een adult verschijnt.

## Bestrijding
De soort wordt in appelboomgaarden dikwijls bestreden met insecticiden. Echter zijn er naast insecticiden ook andere methoden ontwikkeld om deze soort in toom te houden. Een vorm van biologische bestrijding is het gebruik van de sluipwesp Lathrolestes ensator. Deze sluipwesp legt zijn eieren in de larven van Hoplocampa testudinea. Deze soort komt natuurlijk gezien voor in Europa, maar in Noord-Amerika is deze sluipwesp geïntroduceerd als een biologisch bestrijdingsmiddel.